# محمد رضا مثبوت
محمد رضا مثبوت ، شاعر سوري، ولد في بلدة جبلة (محافظة اللاذقية) سنة (1327هـ - 1909م)، وتوفي فيها سنة (1419 هـ - 1989 م).

## حياته
قضى حياته في سورية. تلقى علومه الأولى وعلوم اللغة العربية في كتاب بلدته، ثم واصل تثقيف نفسه بقراءة أمهات الكتب العربية والتراثية ودواوين الشعر العربي. عمل أمين سر بلدية جبلة لمدة 45 عامًا، وأصدر صحيفة «الأدهمية» بالاشتراك مع أحد زملائه من أسرة آل الكنج بجبلة. كافح الاستعمار الفرنسي، فلاحقه وسجنه بجزيرة أرواد أمام ساحل طرطوس السوري

## شعره
له عدة قصائد نشرت في صحف عصره، أشهرها «علّميه كيما يعيش عزيزًا» (مجلة المرشد العربي - اللاذقية - فبراير ومارس 1961) و«حديث مع القمرين» - التمدن الإسلامي - دمشق - (العدد 8 أيلول 1960)، وله دواوين مخطوطة لدى أسرة المترجم له بجبلة.

## أسلوبه
شاعر مجدد، نظم على الموزون المقفى، متبعًا اتجاه الإحياء والتجديد، فهو يستلهم بعض صوره ومعانيه من الشعر القديم، كما يفيد من تقاليده مثل الوقوف على الطلل ومخاطبة الصاحبين، غير أن نزعات التجديد لديه تظهر في أكثر شعره، وتشمل صوره ومعانيه ولغته، وقد نجد في شعره أصداء لكبار شعراء التحديث مثل أحمد شوقي عبر استحضاره لقوافي سينية البحتري، كما تسلل إليه بعض معاني الحكمة والقول المؤثر. وقصيدته تتنقل بين المعاني المختلفة في سلاسة، على نحو ما نجد في قصيدة «علميه كيما يعيش عزيزًا» التي تتوزع بين المعنيين الوجداني والوطني، وتشمل مناجاة النفس وشكوى الزمن. اتسم شعره بجزالة اللغة وفصاحة البيان في غير تعنت، وصوره ممهورة بخيال متوزع بين الأصالة والمعاصرة.